# Кінематограф Росії
Російське кіно — кіномистецтво та кіноіндустрія Російської Федерації.

## Історія

### У Російській імперії
Перший кіносеанс у Росії відбувся 4 (16) травня 1896 року в Санкт-Петербурзі в літньому розважальному саду «Акваріум». З 1900 до 1918 року російське кіно бурхливо розвивалося, було дуже поширене і популярне в Санкт-Петербурзі, Москві, Києві, Одесі, Нижньому Новгороді, Баку, Тифлісі (Тбілісі), Єкатеринбурзі; було популярне й іноземне кіно.
З 1906 до 1920 року працював Олександр Ханжонков (1877—1945) — український підприємець, організатор кінопромисловості, продюсер, режисер, сценарист, один із піонерів європейського (і російського) кінематографу. Його спогади частково опубліковані в книзі «Перші роки російської кінематографії». На рахунку кіноательє Ханжонкова — найважливіші досягнення в розвитку кіно. У 1911 році на екрани виходить перший у Росії повнометражний фільм про Кримську війну 1853—1856 рр. «Оборона Севастополя», спільно поставлений Ханжонковим та Василем Гончаровим (1861—1915). У 1912 році компанія випускає в прокат перший у світі мультфільм, знятий у техніці об'ємної анімації, — «Прекрасна Люканіда, або Війна рогачів із вусанями» (Прекрасная Люканида, или Борьба рогачей съ усачами) в постановці Владислава Старевича. З початку 1910-х років компанія Ханжонкова стає лідером російського кіновиробництва, у ній а працюють Василь Гончаров, Олександра Гончарова, Андрій Громов, Петро Чардинін та Іван Мозжухін. На початку 1912 акціонерне товариство «Ханжонков і К °» має статутний капітал 500 тис. рублів.
У Санкт-Петербурзі з лютого 1910 по 1912 рік виходив російський щомісячний журнал «Сінематограф», присвячений кінематографу.
Навесні 1917 року Ханжонков разом із більшістю співробітників своєї компанії виїжджає до Криму та організує повноцінне кіновиробництво в Ялті.

### Радянське кіно
Радянський кінематограф зароджувався у 1920-ті роки, в епоху німого кіно. Новаторське пролетарське кіномистецтво, яке закликає до світової революції, викликало на Заході інтерес. Плеядою талановитих режисерів-документалістів 1920-х років були створені фільми, які сприяли розвитку всього світового кіномистецтва, зокрема, значно вплинули на розвиток кіно фільми Дзиги Вертова та Сергія Ейзенштейна.
Перший радянський фантастичний фільм — «Аеліта» (1924) режисера Якова Протазанова.
У 1925 році режисером Сергієм Ейзенштейном був створений фільм «Броненосець „Потьомкін“»", визнаний художніми критиками одним із найкращих фільмів усіх часів і народів.
Перший радянський фільм, який від початку знімався режисером Миколою Екком (1902—1976) як звуковий, вийшов на екрани в 1931 році і називався «Путівка в життя». Першим кольоровим повнометражним став фільм Екка 1936 року «Груня Корнакова» (робоча назва «Соловей-Соловейко», у головній ролі Валентина Івашова).
Сталінські репресії вдарили й по кіно: 1926 року Ханжонков разом із групою керівників «Пролеткіно» був заарештований. У результаті, через відсутність доказів його провини, він був звільнений, проте отримав заборону на роботу в галузі кінематографа і позбавлений політичних прав. Під час культу особистості Сталіна образ «вождя народів» широко пропагувався і в кіномистецтві.
Основним стилем при створенні фільмів став вважатися соціалістичний реалізм. Офіційною підтримкою державної влади та вільним доступом на широкий екран користувалися комедії «масового сміху» та курйозних положень, що вирішувалися в результаті до загального благополуччя на користь колективізму та соціалізму, що переміг, такі як «Веселі хлоп'ята» (1934), «Цирк» (1936), «Багата наречена» (1937), «Трактористи» (1939). Розвивався художньо-історичний кінематограф, який одержав своє найбільш яскраве втілення у фільмі «Чапаєв» (1934). Осібно від магістрального процесу руху радянського кінематографа стоїть спроба втілення на кіноекрані мови футуристичного майбутнього, здійснена у фільмі 1936 року «Суворий юнак» режисером Абрамом Роомом (1894—1976) за сценарієм Юрія Олеші (1899—1960).
У 1935 році пройшов Московській міжнародний кінофестиваль, другий у світі після Венеційського (1932).
У 1938 році на екрани Радянського Союзу вийшов перший радянський хронікальний кольоровий фільм Московської студії кінохроніки (з 1994 — Російська центральна кіновідеостудія хронікально-документальних і навчальних фільмів) «Квітуча молодість» режисера Миколи Соловйова (1900—1956), а також перший кольоровий фільм-концерт «Веселі артисти» (Союздетфільм).
Досягненням радянського кінематографа в 1930-ті роки виявилося створення особливої кінематографічної мови, яка поєднала в собі реалістичні традиції російського сценічного мистецтва, відомі як система Станіславського, з новітніми технічними прийомами, на які тоді виявився здатним світовий кінематограф. У цей період працювали такі майстри, як Лео Арнштам, [Юткевич Сергій Йосипович|Сергій Юткевич]], Фрідріх Ермлер, Михайло Ромм, Лев Кулєшов, розпочинав свою працю прославленого документаліста [[Кармен Роман Лазарович|Роман Кармен].
Перший радянський кольоровий фільм-казка «Горбоконик» (за мотивами казки Петра Єршова) вийшов у прокат уже після початку німецько-радянської війни, в липні 1941 року. У 1944 році на Свердловській кіностудії було знято перший фільм-оперету «Сільва», прем'єра якого відбулася 13 листопада 1944 року в Свердловську.
Після Другої світової війни лише поодинокі радянські фільми мали успіх за кордоном: специфіка радянського життя була незрозуміла і нецікава іноземному глядачеві, радянські фільми вважалися досить примітивними. З іншого боку, в СРСР доступ до іноземного кіно був дуже обмежений з ідеологічних причин. Усередині СРСР радянське кіно було популярне, кінотеатри бували заповнені вщерть, кіноіндустрія приносила державі значний дохід. Цілі жанри кіномистецтва були заборонені цензурою, допустима художня стилістика фільмів була значно звужена.
Наприкінці 1950-х років ситуація почала змінюватися. Хрущовська відлига сприяла зміні самої стилістики радянського кіно — у фільмах зменшилася кількість пафосу, вони наблизилися до реалізму, потреб та турбот простих людей.
Фільм-казка режисера-постановника [[Птушко Олександр Лукич|Олександра Птушка] (1900—1973) «Садко» 1953 року здобув премію «Срібний Лев Святого Марка» на XIV Венеційському кінофестивалі.
У 1958 році фільм «Летять журавлі» став першим і єдиним в історії радянським фільмом, удостоєним однієї з найпрестижніших кінопремій світу — «Золота пальмова гілка» Каннського кінофестивалю.
З 1959 був відновлений і став проводитися кожні два роки Московський міжнародний кінофестиваль, якому Міжнародною федерацією асоціацій кінопродюсерів у 1972 році був присвоєний найвищий клас «А».
У 1962 році радянський фільм «Іванове дитинство» молодого режисера Андрія Тарковського (1932—1986) вперше був удостоєний головного призу «Золотий лев» на Венеційському кінофестивалі (другий раз «Золотий лев» радянський фільм отримав лише наприкінці існування країни — 1991 року приз був вручений картині Микити Михалкова «Урга — територія кохання»).
Радянські фільми неодноразово висувалися на американську кінопремію «Оскар» у номінації «Найкращий фільм іноземною мовою» (з 2019 — «Найкращий міжнародний художній фільм»). Перемогу здобули три картини: «Війна і мир» (1968), радянсько-японський «Дерсу-Узала» (1975), «Москва сльозам не вірить» (1981).
Радянські кінематографісти досить активно співпрацювали не лише з колегами з країн соціалістичного табору (переважно зі Східної Європи), а й, незважаючи на декларовані ідеологічні протиріччя, з продюсерами, режисерами, акторами так званих капіталістичних країн. Одним із небагатьох режисерів, яким було дозволено знімати та зніматися за Залізною завісою, був Сергій Бондарчук; за радянських часів він вважався майстром грандіозних батальних сцен із багатотисячною масовкою («Війна і мир», «Ватерлоо»).
Незважаючи на цензуру та заборони, в СРСР у другій половині XX століття було створено кілька талановитих «авторських» кіноробіт, які деякими критиками розглядаються як шедеври світового кінематографа. Тут фільми Андрія Тарковського (1932—1986), змушеного пізніше емігрувати з СРСР, Сергія Параджанова (1924—1990), який відкрив прірви виразності на фольклорному матеріалі, та Кіри Муратової (1934—2018).
Любов'ю та популярністю глядачів користувалися комедії Ельдара Рязанова (1927—2015) та Леоніда Гайдая (1923—1993), трагікомедії Георгія Данелії (1930—2019), вийшла низка фільмів-катастроф («Екіпаж») та бойовиків («Пірати XX століття»)
З початком Перебудови радянське кіно почало змінювати свій вигляд (знаковою подією пізнього періоду історії радянського кінематографа став V з'їзд Спілки кінематографістів СРСР у травні 1986). Почали з'являтися досі неймовірні за відвертістю фільми, що відображали зміни в радянському суспільстві. Прикладом такого перебудовного кіно може бути фільм «Маленька Віра», що став широко відомим і за кордоном. Наприкінці 1980-х років з'являється комерційний кінематограф («кооперативне кіно»).

### Пострадянське кіно Росії
Після розпаду СРСР усі 90-ті роки російське кіно довгий час перебувало в занепаді.
Через економічну кризу 1998 року фінансування кіновиробництва різко скоротилося. Внаслідок цього з'явилося багато дрібних приватних кіностудій. Але іноді виходили такі значні касові фільми, як «Анкор, ще анкор!» (1993), «Злодій» (1997), комедії «На Дерибасівській гарна погода, або На Брайтон-Біч знову йдуть дощі» (1992), «Ширлі-мирлі» (1995), «Особливості національного полювання» (1995).
Першим хітом цього часу була картина «Брат» (1997) Олексія Балабанова (1959—2013), потім його п'ятий фільм «Про виродків і людей» (1998) та інше кіно, що відображало песимістичні настрої. Серед сценаристів виділяються Олексій Саморядов та Петро Луцик («Околиця», 1998).
У 2000-ті роки в Росії почали з'являтися кінокомпанії, які займаються масовим виробництвом телевізійних фільмів та серіалів, переважно малобюджетних. З'явилися численні телесеріали на кримінальну тематику: «Вулиці розбитих ліхтарів» (1998—2019), «Бандитський Петербург» (2000—2007), «Агент національної безпеки» (1999—2022) та інші. З'явилися і мелодраматичні серіали, розраховані на жіночу аудиторію: великих рейтингів набули серіали, які замінили на екрані аналогічні бразильські та мексиканські.
Від 2003 року в Росії стали виходити прибуткові мультиплікаційні фільми. Популярність завоював мультиплікаційний бренд «Смішарики» (рос. Смешарики) та такі мультсеріали: «Маша та Ведмідь», «Лунтик та його друзі», «Фіксики». За підтримки Федерального агентства з культури та кінематографії РФ у 2004 році розпочався показ багаторічного казкового мультсеріалу «Гора самоцвітів».
Перші російські тривимірні кінофільми за технологією цифрового стереоскопічного проєкціонування (RealD 3D) і деякими іншими почали зніматися у 2007 році, проте вони не мали великого успіху, оскільки фільми були переважно аматорськими. Касові фільми в таких форматах з'явилися тільки у 2010 році.
У 2008 році вийшов фільм «Дике поле» режисера Михайла Калатозішвілі (1959—2009), знятий за сценарієм, написаним на початку 1990-х років Петром Луциком (1960—2000) та Олексієм Саморядовим (1962—1994). Фільм здобув кілька нагород російських та міжнародних кінофестивалів.
У 2010 вийшло 98 художніх фільмів російського виробництва (за іншими даними, у кінопрокат вийшло 160 російських ігрових фільмів), у 2011 році — 103 російські фільми. Свій внесок у відродження російського кінематографу зробила Російська православна церква, за участю якої екрани вийшли художні фільми «Острів» (2006, реж. Павло Лунгін), «Піп» (2009, реж. Володимир Хотіненко), «Орда» (2012, реж. Андрій Прошкін) та інші.
Близько 95 % російських фільмів мають переважно розважальний характер, що пояснюється прибутковістю та високими рейтингами таких фільмів на телебаченні. Однак знімаються і драматичні кінокартини: «Ворошиловський стрілок» (1999, реж. Станіслав Говорухін), «У серпні 44-го…» (2000, реж. Михайло Пташук), «Острів» (2006) тощо.
Одним із найяскравіших артгаузних режисерів 1990-2000-х років стала Кіра Муратова (1934—2018), серед фільмів якої цього періоду: «Чутливий міліціонер», «Три історії», «Чеховські мотиви», «Настроювач», «Два в одному» та інші.
З 2010 року критики відзначають появу нової хвилі російського авторського кіно — «урбореалізму», що має коріння в ліричному радянському кінематографі та викликає резонанс у глядачів. До таких фільмів належать: «Вправи в прекрасному» (2011), «Шапіто-шоу» (2011), «Какраки» (2009), «Прості речі» (2006), «Про що говорять чоловіки» (2010), «Хороший хлопчик» (2016) — драми, мелодрами та комедії про життя простих містян. Основна естетика такого кіно — ексцентрика та карнавалізація повсякденності.
Провідні російські режисери першої чверті XXI століття, удостоєні національних та міжнародних кінопремій: Олексій Балабанов (1959—2013), Кантемир Балагов (нар. 1991), Тимур Бекмамбетов (нар. 1961), Федір Бондарчук (нар. 1967), Юрій Биков (нар. 1981), Олексій Герман молодший (нар. 1976), Андрій Звягінцев (нар. 1964), Андрій Кончаловський (нар. 1937), Микола Лебедєв (нар. 1966), Павло Лунгін (нар. 1949), Анна Мелікян (нар. 1976), Микита Міхалков (нар. 1945), Кирило Серебренников (нар. 1969), Олександр Сокуров (нар. 1951), Валерій Тодоровський (нар. 1962), Олексій Учитель (нар. 1951), Олексій Федорченко (нар. 1966), Борис Хлєбніков (нар. 1972).
Починаючи з кінця 1990-х років, у республіках Росії формується свій національний кінематограф. Знімаються фільми татарською, якутською та іншими мовами. Ці фільми мають більш локальне поширення, проте в деяких регіонах займають до 20 % прокатного часу і за популярністю обганяють зарубіжні блокбастери.

## Кіноіндустрія
З 2004 по 2012 рік кількість екранів у Росії збільшилася в 3,6 рази та перевищила 3 тисячі. За комерційними зборами, що становлять більше одного мільярда доларів на рік, російський ринок перебував на 4-й позиції в Європі з 2009 (при найбільшій кількості населення). Частка російського кіно знизилася з 22-29 % (2000—2009) і зайняла 13,8 % (2012) кіноринку країни. Незважаючи на зростання виробництва фільмів та лідируючі темпи будівництва кінотеатрів у світі, відвідуваність кінотеатрів знижується (2011) або зростає незначно (2012). З одного боку, це пов'язано з відсіканням покоління 30-40-річних глядачів через переважання блокбастерів, а з іншого — конкуренцією з іншими медіа. При цьому середня вартість квитків наблизилася до восьми американських доларів, що можна порівняти з цінами на Заході.
Частка державних грошей у бюджетах російських художніх фільмів становить: у 2010 році — 19 %, у 2011 — 24 %, у 2012 — 44 %.
За період 2010—2020 років частка вітчизняних фільмів у кінопрокаті РФ зросла з 14 % до 30 %.

### Найбільш високобюджетні російські фільми
Нижче представлений список 14 найбільш високобюджетних російських картин в історії прокату (без урахування інфляції). Цифри надано на 8 січня 2017 року.
- Вій 2. Таємниця печатки дракона (2019) — $50 млн
- Стомлені сонцем 2: Цитадель (2011) — $45 млн
- Стомлені сонцем 2: Передстояння (2010) — $40 млн
- Залюднений острів (2008) — $36,5 млн
- Сибірський цирульник (1998) — $35 млн
- Сталінград (2013) — $30 млн
- Вий 3D (2014) — $26 млн
- Матильда (2017) — $25 млн
- Сонячний удар (2014) — $21 млн
- Вікінг (2016) — $20,8 млн
- Адмірал (2008) — $20 млн
- Серпень. Восьмого (2012) — $19 млн
- Він — дракон (2015) — $18 млн
- Монгол (2007) — $18 млн

## Кінофестивалі
Починаючи з Перебудови, в Росії стали з'являтися нові кінофестивалі, кількість яких перевищує пів сотні.
- Московський міжнародний кінофестиваль — щорічний міжнародний фестиваль класу «А»
- Кінотавр (з 1989, Сочі)
- Кіношок (з 1992, Анапа)
- Міжнародний кінофестиваль «Послання до людини» (з 1989, Санкт-Петербург)
- Міжнародний кінофестиваль «Дзеркало» імені Андрія Тарковського (з 2007, Іваново)
- Вікно до Європи (з 1995, Виборг)
- Золотий Витязь (з 1992, різні міста)
- Меридіани Тихого (з 2003, Владивосток)
- Сталкер (з 1995, Москва)
- Саратовські страждання (з 2004, Саратов)
- Міжнародний кінофестиваль «Схід&Захід. Класика та авангард» (з 2008, Оренбург)

## Кінопремії
- Золотий орел — засн. 1987
- Ніка — засн. 2002

## Журнали
- Радянський екран
- Сеанс
- Афіша
- Мистецтво кіно (рос. Искусство кино)

## Прокат
Поняття «прокатне посвідчення фільму» з'явилося в російських законах з 1993 року, після підпису прем'єр-міністром ухвали «Про реєстрацію кіно— та відеофільмів», основним призначенням якої була боротьба з поширенням піратського контенту. Посвідчення, яке видає міністерство культури, дає право на прокат (демонстрування) фільму на території РФ, на його тиражування та розповсюдження, у тому числі на кабельних та ефірних каналах.

### Найкасовіші російські фільми
Рейтинг найкасовіших фільмів кінопрокату Росії. Цифри надано 16 березня 2020 року.
| #  | Назва                                        | Рік  | Режисер          | Загальні збори в млн рублів |
| -- | -------------------------------------------- | ---- | ---------------- | --------------------------- |
| 1  | Холоп                                        | 2019 | Клим Шипенко     | 3 178,6                     |
| 2  | Рух вгору                                    | 2017 | Антон Мегердичев | 3 043,7                     |
| 3  | Т-34                                         | 2018 | Олексій Сидоров  | 2 316,2                     |
| 4  | Поліцейський з Рубльовки. Новорічне свавілля | 2018 | Ілля Куликов     | 1 762,7                     |
| 5  | Останній богатир                             | 2017 | Дмитро Дяченко   | 1 732,5                     |
| 6  | Сталінград                                   | 2013 | Федір Бондарчук  | 1 670,3                     |
| 7  | Лід 2                                        | 2020 | Жора Крижовніков | 1 544,4                     |
| 8  | Вікінг                                       | 2016 | Андрій Кравчук   | 1 534,4                     |
| 9  | Екіпаж                                       | 2016 | Микола Лебедєв   | 1 504,8                     |
| 10 | Лід                                          | 2018 | Олег Трохим      | 1 502,2                     |

## Російське кіно за кордоном
Фільм 2004 року «Нічна Варта» режисера Тимура Бекмамбетова, знятий у жанрі міської фентезі за мотивами роману Сергія Лук'яненка, був придбаний для прокату в 50 країнах і посів 4-е місце в німецькому бокс-офісі.
У 2015 році Верховна Рада України заборонила поширення та публічне демонстрування російських фільмів, які пропагують військові та силові формування РФ. У тому ж році Держкіно України заборонило до показу 162 російські фільми та серіали.